# François Georgeon
Pour les articles homonymes, voir Georgeon.
François Georgeon, né à Neuilly sur Seine en 1942, est un historien français spécialiste de l’Empire ottoman et de la Turquie contemporaine.

## Biographie
Diplômé de l'école des Langues Orientales (Inalco), il fut assistant en histoire contemporaine à l'Université de Tunis de 1971à 1975 et pensionnaire scientifique à l'Institut Français d'Études Anatoliennes à Istanbul de 1976-79. Il est chercheur au CNRS depuis 1979, et directeur de recherche émérite depuis 2008. Pendant plusieurs années, il fut directeur du Centre d’histoire du domaine turc (UMR 8032, CNRS-EHESS-Collège de France), devenu le Centre d’études turques, ottomanes, balkaniques et cetreasiatiques (Cetobac).

## Recherches
Les recherches de François Georgeon portent sur la fin de l’Empire ottoman et les premières années de la République de Turquie. Elles couvrent un éventail riche de sujets allant de la biographie du sultan Abdülhamid II à l’histoire culturelle, comme les boissons alcoolisées, la presse satirique ou la fête de Ramadan. Il est membre du comité de rédaction de la revue Turcica depuis 1981 et a dirigé maintes thèses de doctorat à l'EHESS et à l'Inalco en sa fonction de directeur de recherche au CNRS.
À côté de nombreux livres et articles, il a produit le film-documentaire « Le Paris des Jeunes Turcs » (45 minutes, 2008, réalisé par François Georgeon et Philippe Kergraisse).

## Publications
- Aux origines du nationalisme turc : Yusuf Akçura (1876-1935), Paris, éd. ADPF, 1980.
- La Turquie au seuil de l'Europe, (codirection avec Paul Dumont) Paris, L'Harmattan, 1991.
- Villes ottomanes à la fin de l'Empire, (codirection avec Paul Dumont) Paris, L'Harmattan, 1992.
- Des Ottomans aux Turcs, naissance d'une nation, Istanbul, Isis, 1995.
- Vivre ensemble dans l’Empire ottoman. Sociabilités et relations intercommu-nautaires. XVIIIe - XIXe siècles, (codirection avec Paul Dumont) Paris, L’Harmattan, 1997.
- Ramadan et politique, (codirection avec Fariba Adelkhah) Paris, CNRS éditions, 2000.
- Abdülhamid II, le sultan calife (1876-1909), Paris, Fayard, 2003.
- Enfance et jeunesse dans le monde musulman, (codirection avec Klaus Kreiser) Paris, Maisonneuve & Larose, 2007.
- Sous le signe des réformes. État et société dans l’Empire ottoman et dans la Turquie kémaliste (1789-1939), Istanbul, Isis, 2009.
- Les Ottomans et le temps, (direction de l’ouvrage) Leyde, E.J. Brill, 2012.
- « L’ivresse de la liberté ». La révolution de 1908 dans l’Empire ottoman, (direction de l’ouvrage) Louvain, Peeters, 2012.
- Dictionnaire de l’Empire ottoman, (ouvrage collectif dirigé avec Nicolas Vatin et Gilles Veinstein) Paris, Fayard, 2015.
- Nathalie Clayer et Erdal Kaynar (dir.), Penser, vivre et agir dans l’Empire ottoman. Études réunies pour François Georgeon, Louvain, Peeters, 2013.
- François Georgeon, Nicolas Vatin et Gilles Veinstein, avec la collaboration d'Elisabetta Borromeo, Dictionnaire de l’Empire ottoman, Fayard, 2015, 1332 pages.
- Le mois le plus long. Ramadan à Istanbul, CNRS éditions, 2017, 352 p.
- Au pays du raki. Le vin et l'alcool de l'Empire ottoman à la Turquie d'Erdogan, CNRS éditions, 2021, 368 p.